# تیتراسیون اسید-باز

تیتراسیون، تغییر رنگ به صورتی نشان از کامل شدن تیتراسیون در حضور شناساگر فنول فتالئین دارد.

تیتراسیون اسید-باز (به انگلیسی: Acid–base titration) به معنی تعیین میزان غلظت یک اسید یا باز از راه خنثی‌سازی آن با کمک یک باز یا اسید دیگر با غلظت معلوم است. این روش به بررسی کمّی غلظت یک محلول اسید یا باز ناشناخته کمک می‌کند. در این روش باید از واکنش خنثی سازی میان اسیدها و بازها و دانش آنکه چگونه این مواد با ترکیب معلوم، با هم واکنش می‌دهند بهره برد.
همچنین تیتراسیون اسید-باز در پیدا کردن درصد خلوص مواد شیمیایی کاربرد دارند.

## ابزارها
ابزارهای کلیدی در این فرایند عبارتند از:
- بورت
- صفحهٔ زمینهٔ سفید (کاشی سفید) که در آن تغییر رنگ محلول نمایان باشد.
- پیپت
- شناساگر پی اچ محلول (مادهٔ شاخص بسته به محلول‌های گوناگون تفاوت می‌کند)
- ارلن یا یک ظرف مخروطی دیگر
- مادهٔ تیترکننده (به انگلیسی: Titrant یا titrator) (یک محلول استاندارد با غلظت معلوم، برای نمونه محلول آبی سدیم کربنات)
- مادهٔ تیتر شونده (به انگلیسی: titrand) (محلولی با غلظت نامعلوم)

## تیتراسیون اسیدهای ضعیف
pH یک محلول اسید ضعیف که در حال تیتر شدن با یک باز قوی است، در طول فرایند مرتب تغییر می‌کند. این تغییرها را می‌توان در چند گام دسته‌بندی کرد:
1. pH نخستین
2. pH پیش از نقطهٔ تعادل
3. pH در نقطهٔ تعادل
4. pH پس از نقطهٔ تعادل

۱. pH نخستین در یک اسید ضعیف محلول در آب را می‌توان با کمک رابطهٔ زیر برآورد کرد:
{\displaystyle \mathrm {pH} =-\log {\sqrt {K_{a}F}}}
که در آن Ka ثابت جداسازی و F غلظت اسید است.
۲. pH پیش از رسیدن به نقطهٔ تعادل به مقدار اسید ضعیف باقی‌مانده و مقدار باز مزدوج ایجاد شده بستگی دارد. pH را می‌توان به کمک رابطهٔ زیر به‌دست آورد (نگاه کنید به معادلهٔ Henderson-Hasselbalch):
{\displaystyle \mathrm {pH} =pK_{a}+\log({\frac {n_{OH^{-}added}}{n_{HAinitial}-n_{OH^{-}added}}})}
که در آن:
- pKa قرینهٔ لگاریتم ثابت جداسازی اسیدی برای اسید ضعیف است.
- nOH- added تعداد مول‌های باز قوی افزوده شده‌است.
- nHA initial تعداد مول‌های اسید ضعیف در آغاز است.

هرگاه {\displaystyle {n_{OH^{-}added}}={n_{HAinitial}-n_{OH^{-}added}}} باشد، نسبت به سمت یک می‌رود و لگاریتم به صفر نزدیک می‌شود در نتیجه pKa و pH برابر خواهند بود.
۳. در نقطهٔ تعادل اسید ضعیف مصرف می‌شود و به باز مزدوج ضعیف خود تبدیل می‌شود. در این هنگام pH بیش از ۷ خواهد بود و به کمک معادله‌ای برگرفته از رابطه‌های زیر، می‌توان آن را به‌دست آورد:
1. pH + pOH = ۱۴
2. KaKb = ۱۰−۱۴
3. CaVa = CbVb در هنگام تعادل

با توجه به سه رابطهٔ بالا خواهیم داشت:
{\displaystyle \mathrm {pH} =14+\log {\sqrt {\frac {C_{a}C_{b}K_{w}}{(C_{a}+C_{b})K_{a}}}}}
که در آن:
- Ca غلظت اسید و Cb غلظت باز است.
- Kw ثابت جداسازی برای آب و Ka برای اسید است.

توجه داشته باشید که هنگامی که یک اسید، بازی را خنثی می‌کند، pH ممکن است برابر با ۷ باشد یا نباشد (pH = ۷). مقدار pH به قدرت اسید و باز بستگی دارد.
۴. پس از نقطهٔ تعادل، محلول دارای دو باز خواهد بود؛ باز مزدوج اسید و باز قوی تیترکننده. چون باز تیترکننده قوی تر از باز مزدوج است، پس باز تیترکننده تعیین‌کنندهٔ pH محلول نیز خواهد بود. با توجه به این مطلب pH از رابطهٔ زیر به‌دست خواهد آمد:
{\displaystyle \mathrm {pH} =14+\log {\frac {C_{b}V_{b}-C_{a}V_{a}}{C_{b}(V_{a}+V_{b})}}}
رابطهٔ تکی: یک تک رابطهٔ دقیق تر که توصیف‌کنندهٔ تیتراسیون یک اسید ضعیف با کمک قلیای قوی از آغاز تا پایان باشد، در دسترس است:
{\displaystyle \phi ={\frac {C_{b}V_{b}}{C_{a}V_{a}}}={\frac {\alpha _{A^{-}}-{\frac {[H^{+}]-[OH^{-}]}{C_{a}}}}{1+{\frac {[H^{+}]-[OH^{-}]}{C_{b}}}}}}
{\displaystyle \alpha _{A^{-}}={\frac {K_{a}}{[H^{+}]+K_{a}}}}
φ شاخص کامل شدن تیتراسیون است؛ یعنی اگر مقدار آن کمتر از یک باشد، تیتراسیون قبل از نقطه اکی‌والان قرار دارد و اگر بزرگتر از یک باشد مربوط به بعد از نقطه اکی‌والان می‌باشد. هنگامی‌که φ مقداری برابر یک داشته باشد تیتراسیون در نقطه اکی‌والان قرار دارد.
- Ca, Cb = به ترتیب غلظت اسید و باز
- Va, Vb = به ترتیب حجم اسید و باز
- αA- = کسری از اسید ضعیف که یونیزه شده‌است.
- Ka = ثابت جداسازی اسیدی
- [H+] و [OH-] = به ترتیب غلظت یون های H+ و OH-